# UNOSOM II

Baretka medalu ONZ za misję UNOSOM.

UNOSOM II (United Nations Operation in Somalia II) – operacja ONZ na terenie Somali odbywająca się od 28 marca 1993 do 2 marca 1995. UNOSOM II został powołany na podstawie rezolucji ONZ S/RES/814 w dniu 26 marca 1993 przez Radę Bezpieczeństwa ONZ.  Ta operacja została wprowadzona na miejsce operacji UNOSOM I.

## Przebieg misji
Operacja miała być przedłużeniem operacji UNOSOM I, w wyniku której udało się częściowo ustabilizować sytuację w Somalii. W jej toku doszło do walk pomiędzy somalijskimi gangami a wojskami ONZ. W toku tych walk, śmierć ponosili zarówno wojskowi po obu stronach jak i cywile. Celem wojsk amerykańskich było ujęcie łamiącego warunki zawieszenia broni generała Mohameda Farraha Aidida. Próba aresztowania go doprowadziła do regularnej bitwy na ulicach Mogadiszu, stoczonej 3 października 1993. Po spektakularnej porażce medialnej, prezydent USA Bill Clinton zapowiedział zwiększenie amerykańskiej obecności w Somalii, celem stabilizacji regionu. Ostatecznym celem miało być jednak całkowite wycofanie wojsk amerykańskich z Somalii. Pod osłoną wojsk amerykańskich i włoskich ostatnie siły ONZ opuściły Somalię 2 marca 1995. Po wyjeździe sił pokojowych kraj pogrążył się w wojnie domowej, która trwa do dziś.

## Krytyka operacji
Postępowanie sił sojuszniczych spotkało się z krytyką ze strony Włoch, Wielkiej Brytanii oraz Watykanu (który zarzucał, że interwencja przyczynia się do wzrostu tendencji fundamentalistycznych w społeczeństwie somalijskim). Rada Bezpieczeństwa ONZ po pięciu miesiącach cofnęła nakaz aresztowania generała Aidida, jako bezzasadny i nieskuteczny. Ostatecznie misja nie zrealizowała postawionego przed nią celu, jakim była stabilizacja Somali. 

## Zaangażowane siły
W operację zaangażowanych było 30 000 ludzi z 28 państw. Straty wyniosły 151 ludzi.